# مایکل روبوتام

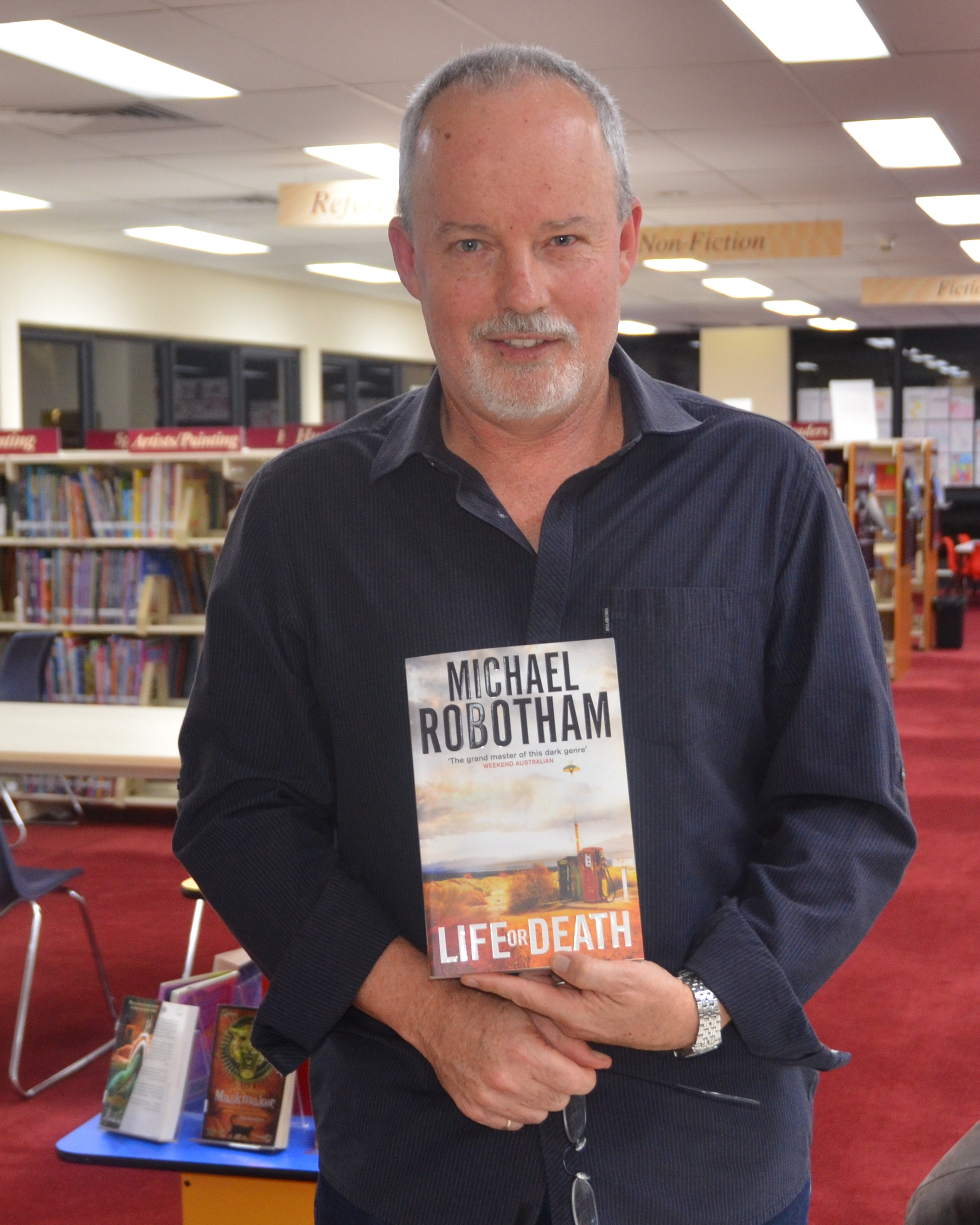
Michael Robotham (2014)

مایکل روبوتام (به انگلیسی: Michael Robotham) (زادهٔ نوامبر ۱۹۶۰ در نیو ساوت ویلز) از نویسندگان استرالیا در سبک داستان‌های جنایی است.
او سال‌های بسیار در لندن و سیدنی به عنوان روزنامه‌نگار به فعالیت پرداخت و پس از آن به حرفه نویسندگی روی آورد. وی نخستین رمانش را در سال ۲۰۰۴ با عنوان «مظنون» منتشر کرد که به ۲۲ زبان ترجمه شد. او برای دومین رمانش با عنوان «گمشده» جایزه ند کلی را کسب کرد و پس از آن با نگارش آثار تازه‌تر موفقیت‌های ادبی دیگری را در کارنامه خود به ثبت رساند. این نویسنده همراه با همسر و دو دخترش در سیدنی زندگی می‌کند.